# Umowa o pracę na czas nieokreślony
Umowa o pracę na czas nieokreślony jest najbardziej korzystną formą zatrudnienia dla pracownika, zapewnia bowiem pracownikowi najlepszą ochronę stosunku pracy.
Tego typu umowa wiąże strony bezterminowo, przez co daje pracownikowi stabilizację zatrudnienia, pracodawcy zaś pozwala na zbudowanie stałych więzów z cenionym pracownikiem. 
Jest to najbezpieczniejsza umowa z punktu widzenia pracownika. Przy zatrudnieniu na czas nieokreślony nie ma daty wygaśnięcia umowy co oznacza, że pracownik będzie pracował zazwyczaj do czasu, kiedy dostanie lub złoży wypowiedzenie. 
Jeżeli pracodawca zechce zakończyć współpracę ze swoim pracownikiem, będzie musiał w wypowiedzeniu podać powód zakończenia tej współpracy. Pracodawcy nierzadko mają problem z prawidłowym, rzetelnym wskazaniem rzeczywistych podstaw do rozwiązania umowy o pracę za wypowiedzeniem, a brak wskazania podlegających weryfikacji podstaw praktycznie uniemożliwia rozstanie się z pracownikiem. Kolejnym powodem, który zniechęca pracodawców do zawierania tej formy umowy jest fakt, że w razie ewentualnego sporu sąd pracy może orzec przywrócenie pracownika do pracy na poprzednich warunkach.
Umowa za czas nieokreślony powinna zawierać wszystkie elementy umowy o pracę 
- określać rodzaj pracy,
- miejsce jej wykonywania,
- wymiar czasu pracy,
- wynagrodzenie i jego elementy,
- termin rozpoczęcia pracy.